# جون بيكاسيو
كريستيان (بالإنجليزية: John Picacio؛ مواليد 3 سبتمبر 1969) هو فنان أمريكي متخصص في رسم الخيال العلمي الفنتازيا والرعب.

## وصلات خارجية
- الموقع الرسمي
- "On the Front", Picacio's blog نسخة محفوظة 2018-07-22 على موقع واي باك مشين.
- MonkeyBrain Books published titles – most with Picacio covers
- "Cover Story: The Art of John Picacio" MonkeyBrain page
- Golden Gryphon Books titles – several with Picacio covers, and sketch artwork
- ArmadilloCon Biography